# Major Indoor Lacrosse League sezon 1992
Sezon rozpoczął się 27 grudnia 1991 roku, a zakończył 11 kwietnia 1992 roku. W tym sezonie do ligi dołączył zespół Buffalo Bandits, a zespół New England Blazers zmienił nazwę na Boston Blazers. W tym sezonie nie grano All-Star Game. Był to szósty sezon zawodowej ligi lacrosse (licząc sezony EPBLL). Mistrzem sezonu została drużyna Buffalo Bandits.

## Wyniki sezonu
W – Wygrane, P – Przegrane, PRC – Liczba wygranych meczów w procentach, GZ – Gole zdobyte, GS – Gole stracone
| Kwalifikacja do playoffs |

| Dywizja Narodowa |   |   |       |     |     |
| Drużyna          | W | P | PRC   | GZ  | GS  |
| Detroit Turbos   | 6 | 2 | 0.750 | 140 | 107 |
| Buffalo Bandits  | 5 | 3 | 0.625 | 161 | 125 |
| Boston Blazers   | 3 | 5 | 0.375 | 101 | 116 |
| Pittsburgh Bulls | 3 | 5 | 0.375 | 97  | 121 |

| Dywizja Amerykańska |   |   |       |     |     |
| Drużyna             | W | P | PRC   | GZ  | GS  |
| New York Saints     | 5 | 3 | 0.625 | 104 | 101 |
| Philadelphia Wings  | 3 | 5 | 0.375 | 106 | 109 |
| Baltimore Thunder   | 3 | 5 | 0.375 | 117 | 147 |

### Playoffs
- PÓŁFINAŁY DYWIZJI
  - Boston Blazers 16 – Buffalo Bandits 22
  - Baltimore Thunder 12 – Philadelphia Wings 14
- FINAŁY DYWIZJI
  - Buffalo Bandits 19 – Detroit Turbos 16
  - Philadelphia Wings 8 – New York Saints 6

### Finał
- Buffalo Bandits 11 – Philadelphia Wings 10 (po dogrywce)

## Nagrody
| Nagroda                        | Zwycięzca    | Drużyna         |
| ------------------------------ | ------------ | --------------- |
| Najlepszy debiutant roku       | Derek Keenan | Buffalo Bandits |
| MVP meczu finałowego           | John Tavares | Buffalo Bandits |
| Najlepszy strzelec (33 bramki) | Paul Gait    | Detroit Turbos  |